# La Independencia, Oaxaca
La Independencia är en ort i Mexiko.   Den ligger i kommunen Santiago Amoltepec och delstaten Oaxaca, i den sydöstra delen av landet, 400 km sydost om huvudstaden Mexico City. La Independencia ligger 1 495 meter över havet och antalet invånare är 145.
Terrängen runt La Independencia är bergig åt sydväst, men åt nordost är den kuperad. La Independencia ligger uppe på en höjd. Runt La Independencia är det ganska tätbefolkat, med 54 invånare per kvadratkilometer. Närmaste större samhälle är Colonia de Jesús, 4,5 km norr om La Independencia. I omgivningarna runt La Independencia växer huvudsakligen savannskog.